# 奧瑟姆河
奧瑟姆河是保加利亞的河流，位於該國北部，河道全長314公里，流域面積2,824平方公里，河畔城鎮有特羅揚、洛維奇、萊特尼察和列夫斯基。